# Stefan Glowacz
Stefan Glowacz (Tittmoning, RFA, 22 de marzo de 1965) es un deportista alemán que compitió en escalada. Ganó una medalla de plata en el Campeonato Mundial de Escalada de 1993, en la prueba de dificultad.

## Palmarés internacional
| Campeonato Mundial | Campeonato Mundial  | Campeonato Mundial | Campeonato Mundial |
| Año                | Lugar               | Medalla            | Prueba             |
| ------------------ | ------------------- | ------------------ | ------------------ |
| 1993               | Innsbruck (Austria) | Medalla de plata   | Dificultad         |